# Шапкин, Николай Михайлович
Николай Михайлович Шапкин (22 марта 1923, Каташево, Ярославская губерния — 5 октября 1984, Москва) — советский лётчик, командир корабля — инструктор Транспортного управления международных воздушных линий гражданской авиации Министерства гражданской авиации СССР, гор. Москва. Герой Социалистического Труда. Заслуженный пилот СССР (15 августа 1969).

## Биография
Николай Михайлович Шапкин родился в 1923 году в Каташево (ныне — в Угличском районе Ярославской области) в рабочей семье. Окончил 7 классов школы. Затем учился в Московской авиационной спецшколе № 1 Наркомпроса, в 1943 по 1947 годы — на Курсах высшей лётной подготовки (КВЛП). В Школе высшей лётной подготовки (ШВЛП) освоил полёты на Ли-2 и Ил-12.
Место работы: c 1948 года — лётчик 210-го лётного авиаотряда «Аэрофлота», с 1961 года — командир экипажа Ту-114 на трассах Москва — Хабаровск, Москва — Новосибирск, Москва — Ташкент.
Освоив международные трассы, летал по маршрутам Москва — Дели, Токио, Гавана, Сингапур, Нью-Йорк, Сан-Паулу (Бразилия).
С 1967 года — работал пилотом-инструктором на самолётах Ил-62. С 1970 года летал по трассам Париж — Москва — Токио, Лондон — Москва — Токио, Копенгаген — Москва — Токио, Амстердам — Москва — Токио, Копенгаген — Москва — Сингапур и др.
15 июня 1971 года неопубликованным Указом Президиума Верховного Совета СССР «за выдающиеся успехи в выполнении заданий пятилетнего плана по перевозке пассажиров воздушным транспортом, применению авиации в народном хозяйстве страны и освоении новой авиационной техники» Шапкину Николаю Михайловичу присвоено звание Героя Социалистического Труда с вручением ордена Ленина и золотой медали «Серп и Молот».
С 1980 года — инструктор по организации международных перевозок.
Жил в Москве. Умер в 1984 году. Похоронен на Кунцевском кладбище.

## Награды
- Два ордена Ленина.
- Два ордена Трудового Красного Знамени.
- Медали.

## Память
- Надгробный памятник Николаю Шапкину был открыт на Кунцевском кладбище Москвы;
- Имя Николая Шапкина было нанесено на аннотационной доске к авиапамятнику Ту-104, установленному на привокзальной площади аэропорта Внуково в 1976 году и уничтоженному в апреле 2005 года;
- Имя Николая Шапкина было нанесено на аннотационной доске к авиапамятнику Ту-114, установленному на привокзальной площади аэропорта Домодедово в 1977 году и уничтоженному в июле 2006 года. Ныне доска хранится в музее аэропорта Домодедово.